# Rabatte (Uniform)

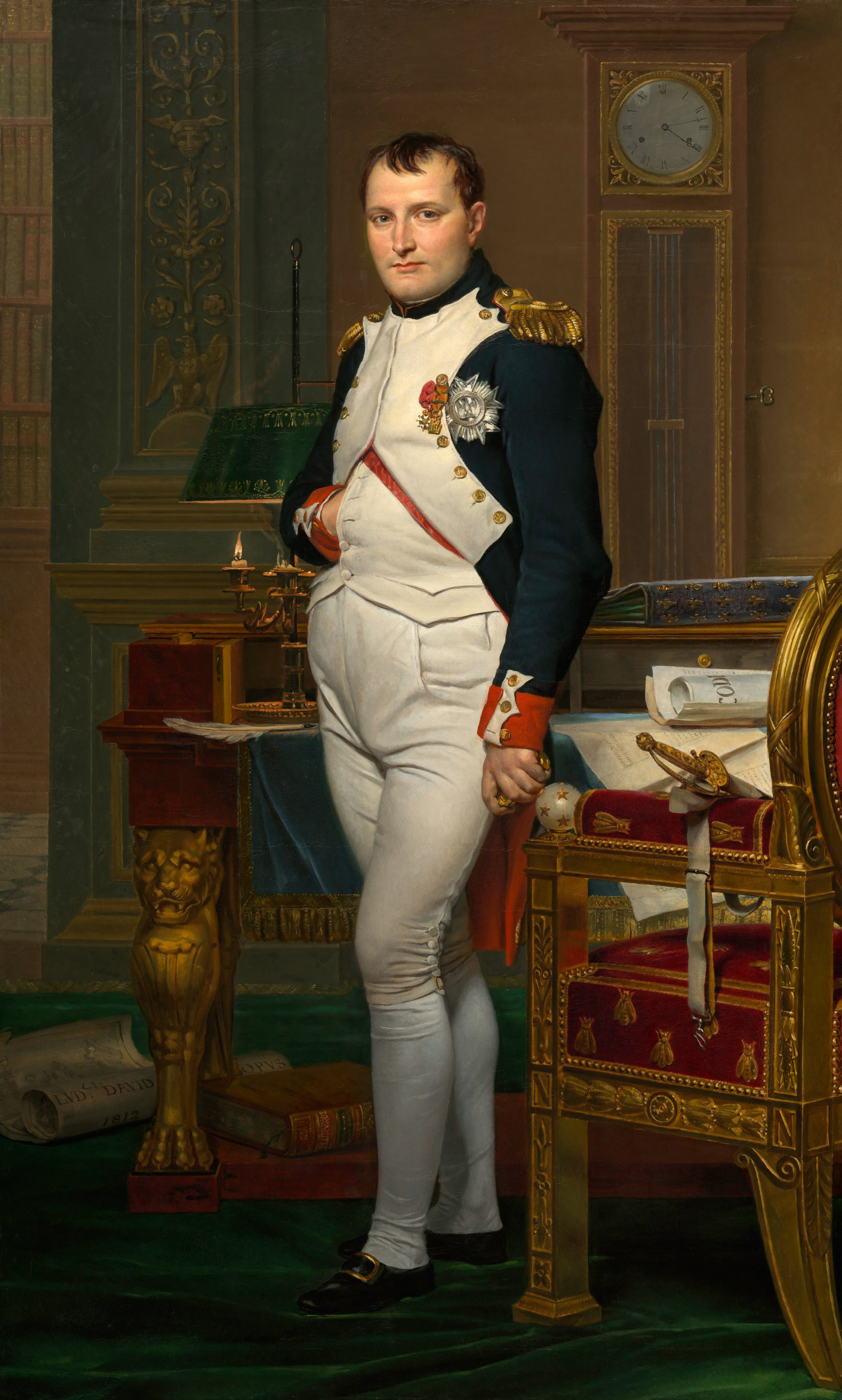
Napoléon mit weißen Rabatten am blauen Uniformrock der Gardegrenadiere (Gemälde von Jacques-Louis David, 1812)

Rabatten sind nach außen umgeklappte, meist abzeichenfarbige Brustaufschläge des Uniformrocks. Sie kamen zu Beginn des  18. Jahrhunderts auf, wurden zum festen Uniformbestandteil und verschwanden im frühen 19. Jahrhundert fast völlig. Lediglich bei einigen Paradeuniformen (zum Beispiel den historisierend an die Kaisergarde seines Onkels anknüpfenden Gardisten von Napoléon III.) und in der Sonderform des Plastrons überlebte dieses Uniformteil.
Bei den Ulanen der Armee des Deutschen Kaiserreiches wurde das anderweitig Plastron benannte Uniformteil als Paraderabatte oder auch nur als Rabatte bezeichnet.